# Liste du patrimoine immobilier classé de Ciney
Cette page regroupe l'ensemble du patrimoine immobilier classé de la ville belge de Ciney.
| Objet | Année de construction / Architecte | Adresse                        | Section communale | Coordonnées                      | Numéro d’inventaire | Illustration |
| --- | ---------------------------------- | ------------------------------ | ----------------- | -------------------------------- | ------------------- | --- |
| La collégiale de l'Assomption (église Saint-Nicolas) |                                    | place Monseu                   | Ciney             | 50° 17′ 48″ nord, 5° 06′ 03″ est | 91030-CLT-0001-01   | La collégiale de l'Assomption (église Saint-Nicolas) |
| Ensemble formé par la Cour Monseu |                                    |                                | Ciney             | 50° 17′ 47″ nord, 5° 05′ 58″ est | 91030-CLT-0002-01   | Ensemble formé par la Cour Monseu |
| Extension du site de la cour Monseu |                                    |                                | Ciney             | 50° 17′ 47″ nord, 5° 05′ 56″ est | 91030-CLT-0003-01   | Extension du site de la cour Monseu |
| Chapelle Notre-Dame de Hal | 1746                               |                                | Ciney             | 50° 17′ 51″ nord, 5° 06′ 00″ est | 91030-CLT-0004-01   | Chapelle Notre-Dame de Hal |
| Chapelle Saint-Lambert et le bosquet qui l'entoure | 1700                               | Haversin                       | Serinchamps       | 50° 14′ 57″ nord, 5° 13′ 07″ est | 91030-CLT-0005-01   | Image manquanteTéléverser |
| Chapelle Saint-Lambert | 1700                               | Haversin                       | Serinchamps       | 50° 14′ 56″ nord, 5° 13′ 12″ est | 91030-CLT-0006-01   | Image manquanteTéléverser |
| L'église Saint-Clément d'Achêne |                                    | rue de Dinant                  | Achêne            | 50° 15′ 59″ nord, 5° 02′ 41″ est | 91030-CLT-0008-01   | L'église Saint-Clément d'Achêne |
| Ensemble formé par deux tilleuls et une petite chapelle au lieu-dit Tronnoy |                                    | Tronnoy                        | Braibant          | 50° 19′ 02″ nord, 5° 04′ 22″ est | 91030-CLT-0009-01   | Image manquanteTéléverser |
| Les façades et les toitures de la ferme-château d'Haversin (M) et ensemble formé par cette ferme-château et les terrains environnants (S) |                                    | Haversin                       | Serinchamps       | 50° 14′ 58″ nord, 5° 12′ 09″ est | 91030-CLT-0010-01   | Les façades et les toitures de la ferme-château d'Haversin (M) et ensemble formé par cette ferme-château et les terrains environnants (S) |
| Façades et toitures de la ferme en colombage (hormis l'étable en brique ajoutée à droite au XXe siècle), ainsi que l'emmarchement de schiste et de pierre bleue et le trottoir en pavés devant la façade principale |                                    | Haversin, route de Barvaux 168 | Serinchamps       | 50° 14′ 59″ nord, 5° 12′ 05″ est | 91030-CLT-0011-01   | Image manquanteTéléverser |
| L'église de la Trinité de Serinchamps, et mur du cimetière (M) et ensemble formé par cet édifice et le cimetière (S) |                                    |                                | Serinchamps       | 50° 13′ 56″ nord, 5° 14′ 04″ est | 91030-CLT-0012-01   | Image manquanteTéléverser |
| Une partie des anciens remparts et de la tour, et rempart de la Tour | ~1321                              | Rempart de la Tour             | Ciney             | 50° 17′ 54″ nord, 5° 06′ 11″ est | 91030-CLT-0013-01   | Une partie des anciens remparts et de la tour, et rempart de la Tour |
| Chapelle Sainte-Madeleine et le mur du cimetière (M) et ensemble formé par cet édifice et ses abords (S) |                                    | Emptinal                       | Ciney             | 50° 19′ 12″ nord, 5° 06′ 09″ est | 91030-CLT-0014-01   | Chapelle Sainte-Madeleine et le mur du cimetière (M) et ensemble formé par cet édifice et ses abords (S) |
| Ensemble constitué par : - la maison claustrale sise rue Anciaux no 10 (façades et toitures , hall d'entrée et portes, fournil et annexes) ; - la maison des Vicaires sise place Léopold II no 6 (façades et toitures, cours et annexes) ; - la maison du Doyen sise place Léopold II no 5 (façades et toitures, couloir et escalier, intérieur de la cuisine et des deux locaux situés à droite, porte cochère, cour et annexes) (M) et ensemble formé par ces bâtiments et la place Léopold II (S) |                                    |                                | Ciney             | 50° 17′ 51″ nord, 5° 06′ 02″ est | 91030-CLT-0015-01   | Ensemble constitué par : - la maison claustrale sise rue Anciaux no 10 (façades et toitures , hall d'entrée et portes, fournil et annexes) ; - la maison des Vicaires sise place Léopold II no 6 (façades et toitures, cours et annexes) ; - la maison du Doyen sise place Léopold II no 5 (façades et toitures, couloir et escalier, intérieur de la cuisine et des deux locaux situés à droite, porte cochère, cour et annexes) (M) et ensemble formé par ces bâtiments et la place Léopold II (S) |
| Kiosque, dans le site classé de la cour Monseu |                                    | place Monseu                   | Ciney             | 50° 17′ 47″ nord, 5° 05′ 59″ est | 91030-CLT-0019-01   | Kiosque, dans le site classé de la cour Monseu |
| Parc Saint-Roch |                                    |                                | Ciney             | 50° 17′ 23″ nord, 5° 05′ 36″ est | 91030-CLT-0020-01   | Parc Saint-Roch |
| Château de Halloy ainsi que la zone alentour comprenant un parc planté de grands arbres, la ferme de la Motte, des potagers entourés de murs et des prairies. |                                    | Halloy                         | Braibant          | 50° 18′ 40″ nord, 5° 04′ 19″ est | 91030-CLT-0021-01   | Château de Halloy ainsi que la zone alentour comprenant un parc planté de grands arbres, la ferme de la Motte, des potagers entourés de murs et des prairies. |
| Château de Leignon (façades, toitures, rez-de-chaussée de l'aile principale, cage d'escalier, vestibule d'étage et chapelle) (M). Établissement d'une zone de protection aux alentours (ZP) |                                    |                                | Leignon           | 50° 16′ 15″ nord, 5° 06′ 40″ est | 91030-CLT-0022-01   | Château de Leignon (façades, toitures, rez-de-chaussée de l'aile principale, cage d'escalier, vestibule d'étage et chapelle) (M). Établissement d'une zone de protection aux alentours (ZP) |
| Le tilleul dit « Le tilleul de Conjoux » situé au lieu-dit Baraque de Conjoux (M). Établissement d'une zone de protection (ZP) |                                    | Baraque de Conjoux             | Conneux           | 50° 14′ 12″ nord, 5° 04′ 09″ est | 91030-CLT-0023-01   | Le tilleul dit « Le tilleul de Conjoux » situé au lieu-dit Baraque de Conjoux (M). Établissement d'une zone de protection (ZP) |

## Patrimoine déclassé
| Objet                    | Année de construction / Architecte / Période de classement | Adresse                                                   | Section communale | Coordonnées                      | Numéro d’inventaire | Illustration              |
| ------------------------ | ---------------------------------------------------------- | --------------------------------------------------------- | ----------------- | -------------------------------- | ------------------- | ------------------------- |
| Potale Notre-Dame de Hal | Classée du 4 décembre 1979 au 10 mai 2017                  | Haversin, angle route de l'État 29 et chemin communal 146 | Serinchamps       | 50° 15′ 09″ nord, 5° 12′ 28″ est | 91030-CLT-0007-01   | Image manquanteTéléverser |